# 神代慶人
神代 慶人（くましろ けいと、2007年10月25日 - ）は、熊本県熊本市出身のプロサッカー選手。Jリーグ・ロアッソ熊本所属。ポジションはフォワード。

## 来歴
ロアッソ熊本のアカデミー出身。2023シーズン終了後に、ロアッソ熊本とプロ契約を結ぶことが発表された。ロアッソ熊本がユース在籍中の選手とプロ契約を結ぶのは、道脇豊に続いて2人目。
2024年3月20日、J2リーグ第5節のベガルタ仙台戦で途中出場し、16歳4ヶ月でプロデビュー。
2024年3月30日、途中出場したJ2リーグ第7節のジェフユナイテッド千葉戦でプロ初ゴールを決め、J2リーグ最年少得点の記録を更新した(16歳5ヶ月5日)。

## 所属クラブ
- 第二さくらスポーツクラブ
- ロアッソ熊本ジュニア
- ロアッソ熊本ジュニアユース
- ロアッソ熊本ユース（東海大学付属熊本星翔高等学校）
- 2024年 - ロアッソ熊本

## 個人成績
| 国内大会個人成績 | 国内大会個人成績 | 国内大会個人成績 | 国内大会個人成績 | 国内大会個人成績 | 国内大会個人成績 | 国内大会個人成績 | 国内大会個人成績 | 国内大会個人成績 | 国内大会個人成績 | 国内大会個人成績 | 国内大会個人成績 |
| 年度             | クラブ           | 背番号           | リーグ           | リーグ戦         | リーグ戦         | リーグ杯         | リーグ杯         | オープン杯       | オープン杯       | 期間通算         | 期間通算         |
| 年度             | クラブ           | 背番号           | リーグ           | 出場             | 得点             | 出場             | 得点             | 出場             | 得点             | 出場             | 得点             |
| 日本             | 日本             | 日本             | 日本             | リーグ戦         | リーグ戦         | リーグ杯         | リーグ杯         | 天皇杯           | 天皇杯           | 期間通算         | 期間通算         |
| ---------------- | ---------------- | ---------------- | ---------------- | ---------------- | ---------------- | ---------------- | ---------------- | ---------------- | ---------------- | ---------------- | ---------------- |
| 2024             | 熊本             | 28               | J2               | 19               | 5                | 0                | 0                | 1                | 0                | 20               | 5                |
| 2025             | 熊本             | 28               | J2               |                  |                  |                  |                  |                  |                  |                  |                  |
| 通算             | 日本             | 日本             | J2               | 19               | 5                | 0                | 0                | 1                | 0                | 20               | 5                |
| 総通算           | 総通算           | 総通算           | 総通算           | 19               | 5                | 0                | 0                | 1                | 0                | 20               | 5                |

- Jリーグ初出場 - 2024年3月20日 J2第5節 vs ベガルタ仙台（ユアテックスタジアム仙台）
- Jリーグ初得点 - 2024年3月30日 J2第7節 vs ジェフユナイテッド千葉（えがお健康スタジアム）

## 代表・選抜歴
- 2022年 U-15日本代表（スペイン遠征）
- 2023年 U-16日本代表（モンテギュー国際大会、インターナショナルドリームカップ）
- 2023年 U-17日本代表（国際ユースin新潟)
- 2024年 U-18日本代表（SBSカップ)
- 2025年 U-22日本代表（ウズベキスタン遠征）